# Service de soins infirmiers à domicile
 (octobre 2014).
En France, un service de soins infirmiers à domicile (SSIAD) est une structure gérée soit par une association, soit par une fondation, soit par une mutuelle (en 2008, 63 % des gestionnaires de SSIAD sont des organismes privés à but non lucratif), soit par des organismes ou établissements publics (37 %). Leur mission est de prodiguer des soins aux personnes âgées de plus de 60 ans (95 % des interventions au 31 décembre 2008) et, depuis 2004 en France, aux personnes adultes de moins de 60 ans handicapées ou atteintes de certaines pathologies chroniques. Les SSIAD interviennent pour le maintien de l'autonomie des personnes en situation de dépendance ayant fait le choix de rester à leur domicile. Ils ont pour mission de contribuer à prévenir ou à différer l'entrée à l'hôpital ou dans un établissement d'hébergement.
Si, en 2008, 96 % des missions se font au domicile, les SSIAD interviennent parfois dans des établissements non médicalisés pour personnes âgées ou pour personnes adultes handicapées.
Dans la réalité, plus de 80 % des personnes accompagnées sont âgées de 75 ans ou plus. Ces dernières se trouvent en situation sévère de perte d’autonomie. Parmi ces bénéficiaires, deux tiers sont des femmes. 
Depuis 2018, le 28 novembre est la Journée nationale de la santé à domicile. 

## Missions
Les services de soins infirmiers à domicile (SSIAD) sont un maillon essentiel du maintien des personnes à leur domicile. Dans le cadre d'une prise en charge globale, ils réalisent :
- des soins de nursing (anglicisme qui sert à désigner les soins d'hygiène et de confort qui sont donnés à une personne afin de maintenir, restaurer ou compenser les capacités d'autonomie. Les soins de nursing comportent également les volets surveillance et observation, prévention et suivi relationnel) ;
- des soins techniques infirmiers ;
- un accompagnement dans l'environnement social et familial (notamment auprès des aidants dits « aidants familiaux », ou également parfois nommés « aidants naturels » afin de comprendre également les personnes aidantes mais non membres de la famille, comme des voisins par exemple) ;
- un accompagnement dans le parcours de soins (coordination avec les autres acteurs) ;
- l'aménagement du domicile pour les structures qui emploient des ergothérapeutes ;

Dans le cadre du Plan Alzheimer en France, les SSIAD développent également depuis 2009 des « Équipes Mobiles Alzheimer » (aussi appelées « Équipes Spécialisée Alzheimer »), afin de prendre en charge les personnes atteintes de la Maladie d'Alzheimer ou de maladies apparentées. 
Des SSIAD sont également spécialisés dans l'accompagnement de personnes atteintes de certaines pathologies comme le cancer ou le sida, ou dans l'accompagnement de personnes en fin de vie.
Des places « renforcées » ont pu être mises en place dans certains SSIAD pour permettre de recruter du personnel formé spécifiquement aux soins et à l’accompagnement des patients souffrant de maladies neuro-dégénératives.

## Un travail en réseau et en lien avec les aidants
L'une des caractéristiques majeures de la réalisation des soins au domicile du patient est le lien nécessaire qui existe entre la prise en charge soignante, la dimension sociale et familiale et le travail en réseau avec d'autres acteurs médico-sociaux, sanitaires ou sociaux. La prise en compte des familles et le travail en réseau sont réalisés dans tout le secteur social, médico-social et sanitaire. Ils prennent une acuité et une urgence particulière lorsque le lieu de soin est le domicile du patient. Réglementairement l'accompagnement des aidants n'est pas identifié comme une des missions de prise en charge des SSIAD.
Parmi les partenaires avec lesquels se coordonnent les SSIAD lors des prises en charge de patients, sont identifiés :
- les hôpitaux (par exemple lors des sorties de soins de suite et de réadaptation, SSR) ;
- les services d'aide à domicile (SAD) (avec lesquels la prise en charge soignante se coordonne souvent) ;
- les services d'hospitalisation à domicile (HAD) ;
- les médecins généralistes (notamment lors de la première prescription d'intervention et pour le renouvellement) ;
- les pharmaciens ;
- les laboratoires ;
- les kinésithérapeutes ;
- les centres médico-psychologiques (CMP) ;
- les filières gériatriques.

## Textes législatifs et réglementaires
Les services de soins infirmiers à domicile (SSIAD) font partie des établissements et services sociaux et médico-sociaux en France au sens de l’article L312-1, 6°) et 7°) du Code de l’action sociale et des familles.
Les premiers textes réglementant l'activité des SSIAD sont le décret no 81-448 du 8 mai 1981 relatif aux conditions d’autorisation et de prise en charge des services de soins à domicile pour personnes âgées et la circulaire no 81-8 du 1er octobre 1981 relative aux services de soins infirmiers à domicile pour personnes âgées.
Acteur du secteur médico-social, les SSIAD dépendent du Code de l'action sociale et des familles et du Code de la santé publique, notamment pour la réglementation des professions qui les composent. Le décret qui réglemente l'activité des SSIAD est le décret du 25 juin 2004 relatif aux conditions techniques d’organisation et de fonctionnement des SSIAD, des services d’aide et d’accompagnement à domicile et des services polyvalents d’aide et de soins à domicile. Une circulaire du 28 février 2005 précise également les conditions techniques d’organisation et de fonctionnement des services de soins infirmiers à domicile.
Les SSIAD ont été transformés par la profonde réforme instaurée dans le secteur social et médico-social à partir de la loi n°2002-2 du 2 janvier 2002 réformant l'action sociale et médico-sociale.
La circulaire no DGCS/SD3A/2011/110 du 23 mars 2011 relative à la mise en œuvre des mesures médico-sociales du Plan Alzheimer (Mesure 6) ainsi que l'arrêté du 28 février 2011 portant application du I de l'article R. 314-50 du code de l'action sociale et des familles pour les services mentionnés au 6° du I de l'article L. 312-1 du code de l'action sociale et des familles exerçant une activité d'équipe spécialisée Alzheimer intervenant à domicile précisent les modalités d'organisation et de suivi d'activité des équipes spécialisées Alzheimer.

## Les professionnels
Le personnel participant à l'activité du SSIAD (Ssiadistes) comprend des infirmier(e)s, des aides-soignant(e)s, des infirmiers coordonnateurs, des secrétaires médicales, du personnel administratif et d'encadrement, et, selon la taille, l'historique et le projet de chaque structure, des ergothérapeutes, des psychologues, des psychomotriciens, des responsables qualité, des pédicures podologues, des assistants de soins en gérontologie ou des aides médico-psychologiques.
Certains SSIAD emploient des infirmiers salariés. D'autres travaillent en collaboration avec les infirmiers libéraux avec lesquels ils passent une convention.
L'évaluation des besoins de soins est réalisée par un infirmier coordonnateur.
Les SSIAD emploient plus de 33,000 personnes (soit 24,300 équivalents temps plein).
Les aides-soignants représentent 75 % du personnel en équivalents temps plein et les infirmiers, coordonnateurs ou non, représentent 15 %.

## Modalités d'intervention
Les services de soins infirmiers à domicile (SSIAD) interviennent sur prescription médicale. 
Les soins sont assurés sept jours sur sept.
Le nombre de passages et le contenu des interventions sont définis selon les besoins de chacun et traduits en un projet de soins individualisé. 
Le créneau d'intervention horaire est variable selon les structures mais se divise en général une session de visites en matinée et une session de visites en soirée. Certains SSIAD de nuit ont été créés de manière expérimentale.
Lors de la prise en charge, les professionnels des SSIAD utilisent les documents suivants :
- un règlement de fonctionnement ;
- un document ou un contrat individuel de prise en charge ;
- la Charte des droits et liberté de la personne accueillie ;
- des questionnaires de satisfaction ;
- des documents de transmissions d'informations médicales et paramédicales, sociales et familiales ;
- un livret d'accueil.

Des dossiers de soins dans lesquels sont inscrits les informations de suivi de l'état de santé du patient sont créés et permettent une communication entre les différents intervenants.

## Financement et modalités de tarification
En France, les services de soins infirmiers à domicile (SSIAD) sont entièrement financés par les crédits de l'Assurance Maladie.
L'allocation et le contrôle des financements dépendent des Agences Régionales de Santé (ARS).
L’autorité qui fixe les tarifs des SSIAD (l’ARS) est donc distincte de l’autorité qui verse les crédits (les caisses d’assurance maladie).
Les frais relatifs aux soins prodigués sont pris en charge dans le cadre d’une dotation globale de soins. Celle-ci tient compte de la rémunération des salariés du service et des personnels libéraux le cas échéant, des frais de déplacement, des charges relatives aux fournitures et au petit matériel médical, des autres frais généraux du service (locaux,…).
Les soins prodigués par un SSIAD sont gratuits pour le patient.
Depuis 2007, une réflexion est engagée par les pouvoirs publics afin d'indexer les dépenses des services sur le niveau de dépendance et de santé des personnes accompagnées. 15 critères dits "discriminants" ont donc été listés dans un projet de tarification qui a fait l'objet d'une grande expérimentation nationale à la fin de l'année 2010. Cette nouvelle tarification dite "mixte per capita", en ce qu'elle sera composée d'une part fixe liée aux coûts de structure et une part variable liée à l'état de santé et de dépendance du patient (par exemple la présence ou non d'un aidant, ou l'invalidité des membres supérieurs). Ainsi, une personne âgée étant incontinente fécale et provenant d'un HAD est davantage susceptible d'accroître l'allocation de fonctionnement d'un SSIAD qu'une personne qui ne possède pas ces deux critères. Ce nouveau type de tarification, aussi baptisé "scoring" devrait permettre, selon le rapport intitulé Les patients en service de soins infirmiers à domicile et publié en 2009, une allocation des ressources selon les besoins des patients et une homogénéisation des dotations qui oscillent en 2007 entre 0,1 à 3,5 fois la dotation moyenne des SSIAD (sur les 36 services qui ont servi de base à cette étude). 
La modification de la tarification, qui suit la logique de tarification à l'activité (T2A) développée dans le secteur sanitaire aura un impact sur les missions et le fonctionnement des SSIAD. Celle-ci sera suivie au long cours puisqu'il est prévu que la nouvelle tarification soit appliquée par cinquième. Elle devrait donc être pleinement effective 5 ans plus tard. Les textes réglementaires relatifs aux modifications du modèle économique de fonctionnement des SSIAD devait paraître en 2011 pour une application de la nouvelle tarification au 1er janvier 2012. Cependant, la Ministre des Solidarités et de la cohésion sociale, Roselyne Bachelot annonçait au congrès de la Fédération des établissements hospitaliers et d'aide à la personne privés non lucratifs (FEHAP) le 5-7 octobre 2011, que du fait du report de décision sur le financement de la Dépendance, la réforme des SSIAD ne serait pas mise en œuvre en 2012, afin de mettre en place des approfondissements et ajustements complémentaires.

## Quelques chiffres et tendances
Une étude de la Direction de la Recherche, des Études, de l’Évaluation et des Statistiques (DREES) publiée en septembre 2010 décompte 2 095 Services de Soins Infirmiers A Domicile répartis sur toute la France au 31 décembre 2008. Ils représentent une capacité de 106 000 places installées  et accompagnent 98 000 personnes. Le taux d’occupation est donc de 93 % et le taux d’équipement moyen est de 20 places pour 1 000 personnes âgées de 75 ans et plus.
Les SSIAD sont majoritairement des services de petite taille (en moyenne 50 places installées en 2008, contre 40 en 2002). Ils ont une capacité comprise entre moins de 10 places et plus de 300 places.
Beaucoup de SSIAD sont adossés à une ou plusieurs structures sanitaires ou médico-sociales administrées et gérées par une même structure juridique. Ainsi en 2008, 27 % sont liés à un service d’aide et d’accompagnement à domicile, 23 % sont liés à un établissement d’hébergement pour personnes âgées et 22 % sont liés à un établissement ou un centre de santé. 
La durée de suivi moyenne par les SSIAD est de 8 mois pour les patients âgés de plus de 60 ans.
Selon l'évaluation AGGIR utilisée dans le cadre de l'aide des personnes âgées en perte d'autonomie, la répartition moyenne des différents niveaux de dépendance dans la population accompagnée par les SSIAD se répartissait ainsi (en 2008) :
|                             | Pourcentage |
| --------------------------- | ----------- |
| Personnes évaluées en GIR 1 | 7 %         |
| Personnes évaluées en GIR 2 | 32 %        |
| Personnes évaluées en GIR 3 | 27 %        |
| Personnes évaluées en GIR 4 | 30 %        |
| Personnes évaluées en GIR 5 | 2 %         |
| Personnes évaluées en GIR 6 | 1 %         |